# Gustine (Kalifornia)
Gustine – miasto w Stanach Zjednoczonych, w stanie Kalifornia, w hrabstwie Merced.